# Foramen zygomatico-orbitaire
Le foramen zygomatico-orbitaire (ou orifice d'entrée du canal malaire) est le point d'entrée du canal temporo-malaire. Il est situé sur la face orbitaire de l'os zygomatique.
Il permet le passage du nerf zygomatique avant sa division en nerf zygomatico-temporal et en nerf zygomatico-facial.